# .nr
.nr為瑙魯國家及地區頂級域（ccTLD）的域名，曾以co.nr作为免费用于服务面向公众。該域名於1998年3月30日啟用。使用該域名必須要付費。.gov.nr和.edu.nr只有瑙鲁的一些机构才能申請，其他域名不受限制。

## 外部連結
- IANA .np whois information（页面存档备份，存于）
- .np domain registration website